# Hrvatska ratarska čitaonica
Hrvatska ratarska čitaonica je bila kulturna i prosvjetna ustanova Hrvata iz Rume.

## Osnutak
Osnovana je Neposredno po završetku Prvog svjetskog rata, 11. svibnja 1919. Pretpostavlja se da je to transformacija bivše Pučke čitaonice. Arhiv Pučke čitaonice propao je tijekom rata. Tjedan poslije, 20. svibnja, Hrvati su na Hrvatskom Bregu osnovali hrvatsko pjevačko društvo “Jedinstvo”. I Čitaonica i pjevačko društvo radili su na Hrvatskom Bregu uz pomoć Hrvatske seljačke zadruge. 
Osnivači su bili: predsjednik Marko Bačević, potpredsjednik Andrija Pil, tajnik Albert Lovasić, tajnik i blagajnik Ilija Galar. Odbornici su bili: Antun Banović, Adam Lanc, Ivan Bodor, Nikola Bodor i Marko Štimac. Članovi Nadzornog odbora bili su: Steva Štimac, Steva Rakoš i Josip Matešić. 

## Aktivnosti
S radom je počela 1. lipnja 1919. godine u sobi Ivana Petrića na Novom vašarištu. Kuća Ivana Petrića danas je Dom druge mjesne zajednice “Breg”. Prvi javni nastup imala je 21. rujna 1919. godine kad je održano predavanje o kućnom odgoju djece. Uz to je HPD Jedinstvo Ruma otpjevalo Novakove skladbe, a diletanti izveli kazališni komad “Pod oknami”. Ta je kazališna predstava bila kulturni događaj godine hrvatskih stanovnika.  21. siječnja 1934. godine održana je skupština. Predsjednik Andrija Galar predložio je osnivanje Tamburaškog zbora, što je prihvaćeno. Glazbala su kupljena članskim doprinosima i novcem Čitaonice. Glazbala, partiture i note su kupljene veljače sljedeće godine. 
U međuratnom razdoblju zabave Hrvatske ratarske čitaonice održavane su u kavani kod Josipa-Pepe Štrekera i poslije njegove smrti 1932. kod njegove udovice Kate. Majpan za Majalos podizan je ispred ove kavane.
Dirigent pjevačkog zbora Hrvatske ratarske čitaonice bio je Ferdo Kristl, a Mirko Bačević, po struci klobučar, bio je redatelj koji je uspješno radio s dramskom sekcijom. Eugen Karati angažiran je za učenje Tamburaškog zbora notnom sviranju.
Dana 10. listopada 1920. Hrvatska seljačka zadruga postala je zemljišna suvlasnica Hrvatskog doma u Rumi.

## Zaostavština
Sačuvani arhiv pokazuje da je Čitaonica od utemljenja pa do današnjih dana nabavljala novine i knjige, a ciljana društvena skupina prije svega bili su zemljoradnici. Osim prosvjetnog, Hrvatska ratarska čitaonica iz Ruma imala je i zabavni program. Prve su se zabave održavale u kavanama na vjerske blagdane. 
Pravni nasljednik Hrvatske ratarske čitaonice je današnji HKPD Matija Gubec iz Rume.